# 西定河

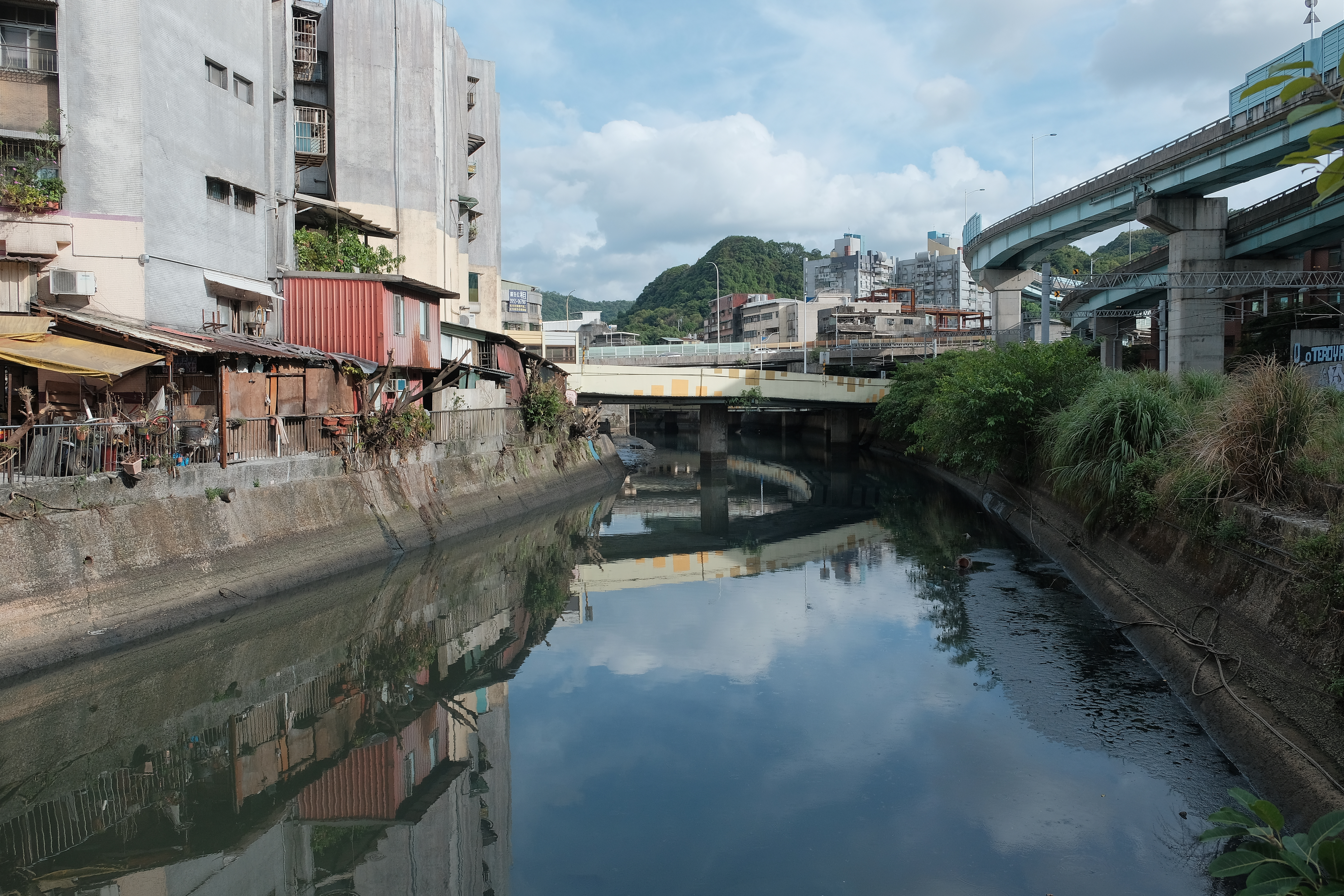
西定河

西定河，是台灣基隆市的一條河川，為旭川河主要支流之一。該河發源於內木山，河長約4,000公尺，流域面積約603公頃。

## 歷史

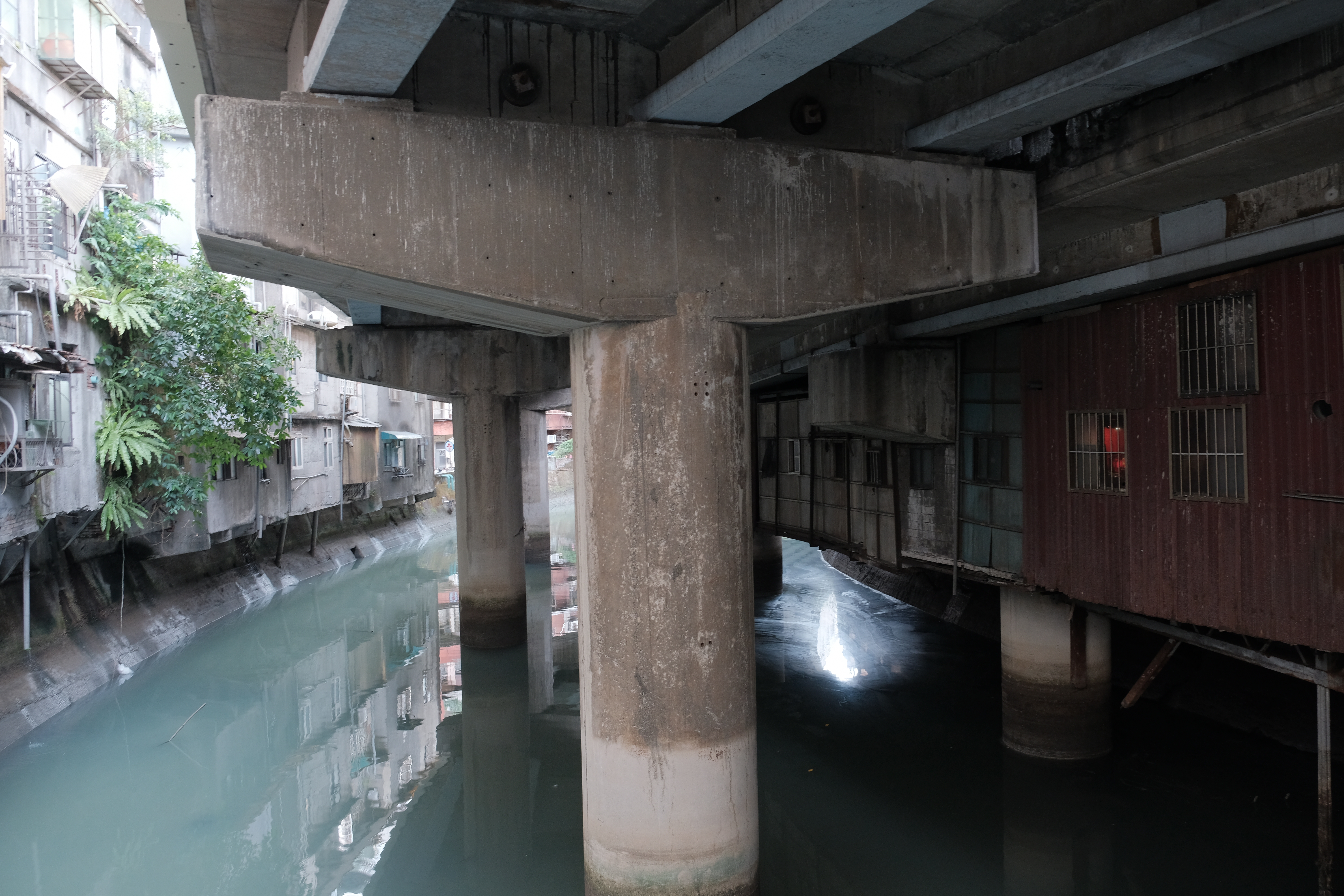
西定河於大德橋附近

西定河原名蚵殼港，昔日與石硬港（今名南榮河）同為注入基隆海灣的獨立河川。日治時期整治基隆港區河川，將蚵殼港改道使其注入石硬港，匯流處以下河道改稱旭川河，自此兩條河川成為旭川河的支流。旭川河全段感潮，西定河感潮至觀音橋上游附近。西定河於西定橋以上多為天然河道，雨季偶而水勢湍急，在部分河道因住宅興建與違章建築而被縮小，於颱風季節造成兩岸淹水。西定河沿岸住宅密集，有些住家化糞池年久未抽而汙水直接排入西定河，河道底部充斥淤泥，使得水質變差，夏季常飄異味。

## 主要橋梁
- 大德橋 ：仁愛區成功一路[4]
- 中正高架橋(高速公路北出端及南入端) ：仁愛區
- 中和橋  ：中山區新西街
- 仁愛橋 ：仁愛區忠四路(台2線)
- 安樂9、10、11、12橋 ：安樂區
- 定國橋 ：安樂區定國街
- 觀音橋 ：安樂區安一路
- 靖水橋 ：安樂區西定路
- 德義橋 ：安樂區西定路、新西街